# Едуард Смірнов
Едуард Павлович Смірнов (рум. Eduard Smirnov; *17 вересня 1939) — депутат Парламенту Республіки Молдова від Партії соціалістів. Виконувач обов'язків Голови Парламенту Молдови з 30 листопада 2014 — до 23 січня 2015.

## Біографія
- 1956–1961 — студент текстильного інституту Костроми;
- 1961–1963 — головний механік полотняної фабрики міста Стрий Львівської області;
- 1963–1969 — перший секретар міського комітету комсомолу в місті Стрий, Україна;

- 1970–1973 — директор профтехучилища;

- 1977–1991 — робота в органах окупаційної влади СРСР Кишинева і Молдови;

- 1991–1995 — директор фірми «Busines partiner»;

- 1995–1999 — віце-примар Кишинева;

- 1999–2006 — заступник директора фірми «Busines partiner».

## Спікер парламенту
В обраному 30 листопада 2014 Парламенті Республіки Молдова, виконував функцію спікера законодавчого органу на правах найстаршого депутата до 23 січня 2015, а потім передав свої повноваження Андріану Канду.